# Krusjenie emirata
Krusjenie emirata (russisk: Крушение эмирата, på dansk Emiratets sammenbrud) er en sovjetisk historisk spillefilm fra 1955 produceret af Mosfilm og instrueret af Vladimir Basov og Latif Fajziev.
Filmen tager afsæt i tiden under den russiske borgerkrig, hvor der i Bukhara-Emiratet i 1920 udspillede sig kampe mellem Den Røde Hær og emiratets sidste emir, Muhammed Alim Khan.

## Handling
Vestlige lande gør forsøg på at bruge Bukhara-Emiratet - et protektorat i det russiske imperium - til at kæmpe mod sovjetmagten. Revolutionære organiserer masserne i emiratet for at bekæmpe kontrarevolutionære og udenlandske efterretningsagenter. Glødende revolutionære udfører undergrundsarbejde, herunder den unge usbekiske Sherali Jakubov. De revolutionære kræfter besejrer emirens hær, der må trække sig tilbage. Der er etableret sovjetmagt i Bukhara.

## Medvirkende
- Jevgenij Samojlov som Mikhail Frunze
- K. Alimdzjanov som Juldasj Akhunbaev
- Vladimir Krasnopolskij som Valerian Kujbysjev
- Nelja Ataullaeva som Oigul
- Mikhail Pugovkin som Jasnyj